# Formula D
Formula D is een bordspel voor 2 tot 10 spelers, uitgebracht in 1990. Het is een simulatie van een formuleracing wedstrijd zoals onder andere Formule 1. Voorheen had het spel de naam Formula Dé.

## Geschiedenis
Het spel werd in de jaren 80 ontwikkeld door Eric Randall en Laurent Lavaur. Na een lange testperiode werd het spel op de markt gebracht in het jaar 1990 door uitgeverij Ludodélire. Op dat moment bevatte het spel slechts één dobbelsteen. Later ging uitgeverij Descartes het spel verdelen en momenteel wordt het spel uitgegeven door Asmodée Editions, die de naam veranderde van Formula Dé naar Formula D.

## Overzicht
Uitgangspunt van het spel is een simulatie van een Formuleracing wedstrijd. De bedoeling is dat spelers door het parcours zo goed mogelijk in te schatten, hun wagen snel en zo ongeschonden mogelijk naar de eindmeet sturen.

## De Spelborden
De spellendoos bevat twee circuits, Monaco en Zandvoort. Andere circuits werden later uitgegeven. Uitgeverij Ludodélire heeft 14 spelborden uitgegeven, die enkel aan één kant bedrukt waren. Uitgeverij Descartes gaf dezelfde borden opnieuw uit, maar drukte de circuits af aan twee kanten zodat elk spelbord twee circuits bevatte. In totaal bracht deze uitgeverij 17 sets (37 circuits) op de markt. Uitgeverij Asmodée Editions gaf enkele borden opnieuw uit met een vernieuwde lay-out en ging verder met het uitgeven van nieuwe circuits.
- Basisset : Monaco + Nederland, Zandvoort (1)
- Set 1 : Nederland, Zandvoort (2) + België, Spa-Francorchamps
- Set 2 : Zuid-Afrika, Kyalami + San Marino, Imola
- Set 3 : Frankrijk, Magny-Cours + Italië, Monza
- Set 4 : Portugal, Estoril + Brazilië, Interlagos
- Set 5 : Verenigde Staten, Watkins Glen International + Groot-Brittannië, Silverstone
- Set 6 : Canada, Montreal + Verenigde Staten, Long Beach
- Set 7 : Duitsland, Hockenheim + Oostenrijk, Zeltweg
- Set 8 : Argentinië, Buenos Aires + Spanje, Barcelona
- Set 9 : Japan, Suzuka + Australië, Melbourne
- Set 10 : Hongarije, Boedapest + Duitsland, Nürburgring
- Set 11 : Monterey + Portland + Elkhart Lake + Indianapolis
- Set 12 : Detroit + Lexington + Atlanta + Daytona Beach
- Set 13 : China, Zhuhai + Maleisië, Sepang
- Set 14 : Niet bestaand circuit, uitgegeven naar aanleiding van de 10de verjaardag van het spel.
- Set 15 : Bahrein, Sakhir + China, Shanghai
- Set Mini : Islands + Canyon
- Set 16 : Verenigde Staten, Sebring + Verenigde Staten, Chicago East Park

## Andere attributen
Naast het spelbord bevat het spel 10 raceauto's en voor elke speler een dashboard, waarop aangegeven wordt in welke versnelling zich men bevindt en om de schadepunten (structuurpunten) aan te geven. Verder zijn er 6 verschillende dobbelstenen, een D2, D4, D8, D12, D20 en D30, respectievelijk om in eerste, tweede, derde, vierde, vijfde en zesde versnelling te rijden. Het originele spel had echter alleen een D20 en er werd dan gewerkt met een tabel per versnelling op het dashboard, om het exacte aantal te zetten vakjes te bepalen. Deze speelwijze met één enkele dobbelsteen geniet bij sommigen nog de voorkeur.

## De spelregels
De spellendoos bevat de "basisspelregels", de "volledige spelregels" en de "optionele regels". Verder zijn er ook veel spelers en spellenclubs die hun eigen huisregels hanteren.

## Het spel
De spelers kiezen welke spelregels ze willen hanteren, de "basisspelregels" of de "volledige spelregels", eventueel aangevuld met de "optionele regels" zoals die beschreven zijn in het reglement. Men kan aanvullend ook eigen "huisregels" afspreken. In de basisregels is er sprake van een race over 1 of 2 ronden, in de volledige spelregels gaat de race over 3 ronden.

### Voorbereiding
Bij aanvang van het spel werpt iedere speler een D20. De speler met de hoogste worp, staat op poleposition, de tweede hoogste worp staat op de tweede plaats, enzoverder. Spelers met een gelijke worp, werpen nog eens om hun onderlinge plaatsen te bepalen. Dan kan de race van start gaan.

### Weersomstandigheden
In de optionele regels kan gekozen worden om weersomstandigheden te laten spelen, dan gaat de spelleider bij aanvang van het spel een dobbelsteen werpen om het weer te bepalen, daarna kiest elke speler een type band. Het weer kan droog zijn, het kan regenen of het kan variabel zijn. In dat laatste geval is het droog maar kan dat in de loop van het spel veranderen naar regenweer. Het weer heeft vooral effect op de banden en daarom zijn er drie bandentypen waaruit gekozen kan worden.

### Bandenkeuze
In de volledige regels is er de mogelijkheid om te kiezen tussen drie verschillende bandentypen, zachte, harde en regenbanden. Elke band heeft zijn voor- en nadelen.
- Harde banden: 1 schadepunt per vakje overschrijding uit een bocht, bij regenweer moet er bij elke beurt 3 vakjes extra gezet worden.
- Zachte banden: 2 schadepunten per vakje overschrijding uit een bocht, elke beurt mag er één vakje extra gezet worden, echter enkel in de eerste ronde waarin de banden gebruikt worden, in de tweede ronde verdwijnt dit voordeel, in de derde ronde moet er telkens een vakje minder gezet worden. Bij regenweer moet er net als bij de harde band, 3 vakjes extra gezet worden in elke beurt.
- Regenbanden: Bij droog en wisselvallig weer genereren regenbanden 2 schadepunten per vakje overschrijding uit een bocht. Bij regenweer is er maar 1 schadepunt per vakje overschrijding uit een bocht en moet er maar 1 vakje extra gezet worden elke beurt, in tegenstelling met de andere bandentypen, die elke beurt drie extra vakjes moeten zetten en zo moeilijker de bochten doorkomen.

### Versnellingen
Elke speler speelt op zijn beurt door het gooien van de dobbelsteen nadat hij of zij een versnelling op of af heeft geschakeld, of door in dezelfde versnelling te blijven. Het minimaal en maximaal aantal te zetten vakjes in de zes respectievelijke versnellingen is als volgt verdeeld:
- Eerste versnelling: 1 tot 2 vakjes
- Tweede versnelling: 2 tot 4 vakjes
- Derde versnelling: 4 tot 8 vakjes
- Vierde versnelling: 7 tot 12 vakjes
- Vijfde versnelling: 11 tot 20 vakjes
- Zesde versnelling: 21 tot 30 vakjes

### Start van de race
De speler die op poleposition staat, gaat eerst controleren of hij kan starten. Daarvoor werpt hij een D20. Wanneer er een 1 geworpen wordt, is er sprake van een valse start en mag er niet vertrokken worden. Er wordt dan een beurt overgeslagen, maar er mag de volgende ronde automatisch in eerste versnelling vertrokken worden zonder een nieuwe check. Wanneer de worp tussen de 2 en 16 is, vindt er een normale start plaats en mag de speler in eerste versnelling vertrekken. Bij een worp van 17 tot 20 is er sprake van een doorstart en mag de speler 4 vakjes vooruit zetten. Daarna doet de tweede op de startgrid hetzelfde en zo verder.

### De bochten
Wanneer een bocht aangesneden wordt, moet de speler één, twee of drie beurten in die bocht blijven rijden, zoals aangegeven op het spelbord, zonder de bocht te overschrijden. Daarna kan er op de volgende rechte lijn weer versneld worden tot de volgende bocht enzoverder. Wanneer er in een bocht één of meerdere vakken overschreden worden, ontstaan er schadepunten op de banden. Wanneer alle structuurpunten voor banden zijn opgebruikt maakt de wagen een spin en moet hij terug uit eerste versnelling vertrekken. Wanneer er meer schadepunten dan het aantal banden zijn, ligt de auto uit de race.

### Structuurpunten
Structuurpunten of schadepunten zijn een aantal punten die een speler tot zijn of haar beschikking heeft om opgelopen schade te compenseren. In de basisregels worden er per spelers 18 structuurpunten verdeeld zonder verdere onderverdeling. Echter bij de volledige regels krijgt een speler 20 structuurpunten die onderverdeeld zijn in zes categorieën. De structuurpunten van elke categorie kunnen dan maar gebruikt worden om specifieke schade te herstellen. Dit zijn de 6 categorieën:
- Banden: Bij het ongeoorloofd overschrijden van een bocht : 1 structuurpunt in mindering per vakje.
- Remmen: Om een vakje minder te kunnen zetten.
- Versnellingsbak of verbruik: Om een extra versnelling te kunnen terugschakelen.
- Carrosserie: Om blikschade op te vangen.
- Motor: Om schade aan de motor op te vangen.
- Wegligging: Schade na het rijden over een brokstuk.

De volledige regels geven een verdelingen van de 20 structuurpunten als volgt weer: 6 punten voor banden, 2 punten voor wegligging en 3 punten voor remmen, versnellingsbak, carrosserie en motor. Het is echter gangbaar dat spelers zelf mogen kiezen hoe ze de 20 punten verdelen, zolang elk onderdeel minstens 2 punten toebedeeld krijgt.

### Op en af schakelen
Bij aanvang van iedere beurt voor het werpen van de dobbelsteen mag de speler 1 versnelling hoger of lager schakelen of ervoor kiezen om in dezelfde versnelling te blijven. Het is nooit mogelijk om twee versnellingen tegelijk op te schakelen, het is wel mogelijk om meerdere versnellingen tegelijk af te schakelen, mits het betalen van structuurpunten. Dit moet in deze volgorde gebeuren:
- 1 versnelling afschakelen: gratis
- 2 versnellingen afschakelen: kost 1 versnellingsbak
- 3 versnellingen afschakelen: kost 1 versnellingsbak en 1 rem
- 4 versnellingen afschakelen: kost 1 versnellingsbak, 1 rem en 1 motor

### Motorschade
Wanneer een speler die in vijfde of zesde versnelling rijdt het maximum werpt, moeten alle spelers die in vijfde of zesde versnelling staan een motorcheck doen. Elke speler die 1 tot 4 gooit met een D20 verliest een structuurpunt motor.

### Blikschade
Wanneer twee auto's in aangrenzende vakjes terechtkomen, moeten beide spelers een carrosserie check doen. Ze werpen een D20 en wanneer de worp een 1 is, dan verliest de speler een structuurpunt carrosserie. Op de plaats van de blikschade wordt er een brokstukje gelegd.

### Wegligging
Wanneer een auto blikschade oploopt of wanneer een wagen uitvalt, wordt er op de plaats waar dat gebeurde een brokstuk gelegd. Spelers kunnen deze brokstukken ontwijken, maar dat is niet altijd mogelijk of wenselijk. (bijvoorbeeld, misschien haalt men net een bocht door over een brokstuk te rijden) Elke keer een speler over een brokstuk rijdt, moet hij of zij een check doen. Er wordt een D20 geworpen, bij 1 tot 4 verliest de speler een structuurpunt wegligging.

### Pitstop
Bij een race van 2 of meer ronden heeft elke speler de mogelijkheid om de pitstraat binnen te rijden en herstellingen te laten uitvoeren in zijn of haar pitbox. Een speler kan kiezen om alleen alle banden te vervangen en meteen ook van bandentype te veranderen en dan kan hij de volgende beurt weer meteen vertrekken. Hij kan ook beslissen om gelijktijdig ook nog 2 andere structuurpunten te herstellen, in dat geval slaat hij een beurt over en blijft hij een beurt langer in de pit staan. Vertrekken uit de pit mag steeds in vierde versnelling of lager.

### Einde van de race
De speler die als eerste de afgesproken aantal te rijden ronden heeft afgelegd, is de winnaar van de race. De andere spelers spelen daarna verder tot iedereen de finish heeft bereikt.

## Extra regels

### Spoiler
De spoiler regel was een onderdeel van de spelregels, echter bij de editie van Asmodée Editions is deze spelregel geschrapt. De speler kiest om zijn spoiler omhoog of omlaag te zetten. Wanneer de spoiler omhoog wordt gezet kan de speler ervoor kiezen om in elke beurt een vakje minder te zetten wanneer het hem of haar beter uitkomt, echter er is dan een beperkte snelheid wanneer men in vierde (maximaal 11 vakjes), vijfde (maximaal 18 vakjes) en zesde versnelling (maximaal 26 vakjes) rijdt.

## Kampioenschap
Spelers die regelmatig bij elkaar komen om het spel te spelen kunnen ervoor kiezen om een kampioenschap over een heel jaar te spelen. Na elke race worden er punten verdeeld zoals dat gebeurt in Formule 1. De winnaar van de race krijgt 10 punten, de tweede 8, de derde 6, de vierde krijgt nog 5 punten en de vijfde tot de achtste krijgen respectievelijk 4,3,2 en 1 punt. De rijder die na een volledig seizoen de meeste punten bij elkaar heeft geracet, is kampioen.